# جادر (نبراسکا)
جادر (به انگلیسی: Joder) یک منطقهٔ مسکونی در ایالات متحده آمریکا است که در شهرستان سو، نبراسکا واقع شده‌است.